# گاکوژه سفلی
گاکوژه سفلی، روستایی در دهستان ملکاری شرقی بخش زاب شهرستان میرآباد در استان آذربایجان غربی ایران است.

## جمعیت
بر پایه سرشماری عمومی نفوس و مسکن در سال ۱۳۹۵، جمعیت این روستا برابر با ۳۹ نفر (۱۰ خانوار) بوده‌است.

## نگارخانه

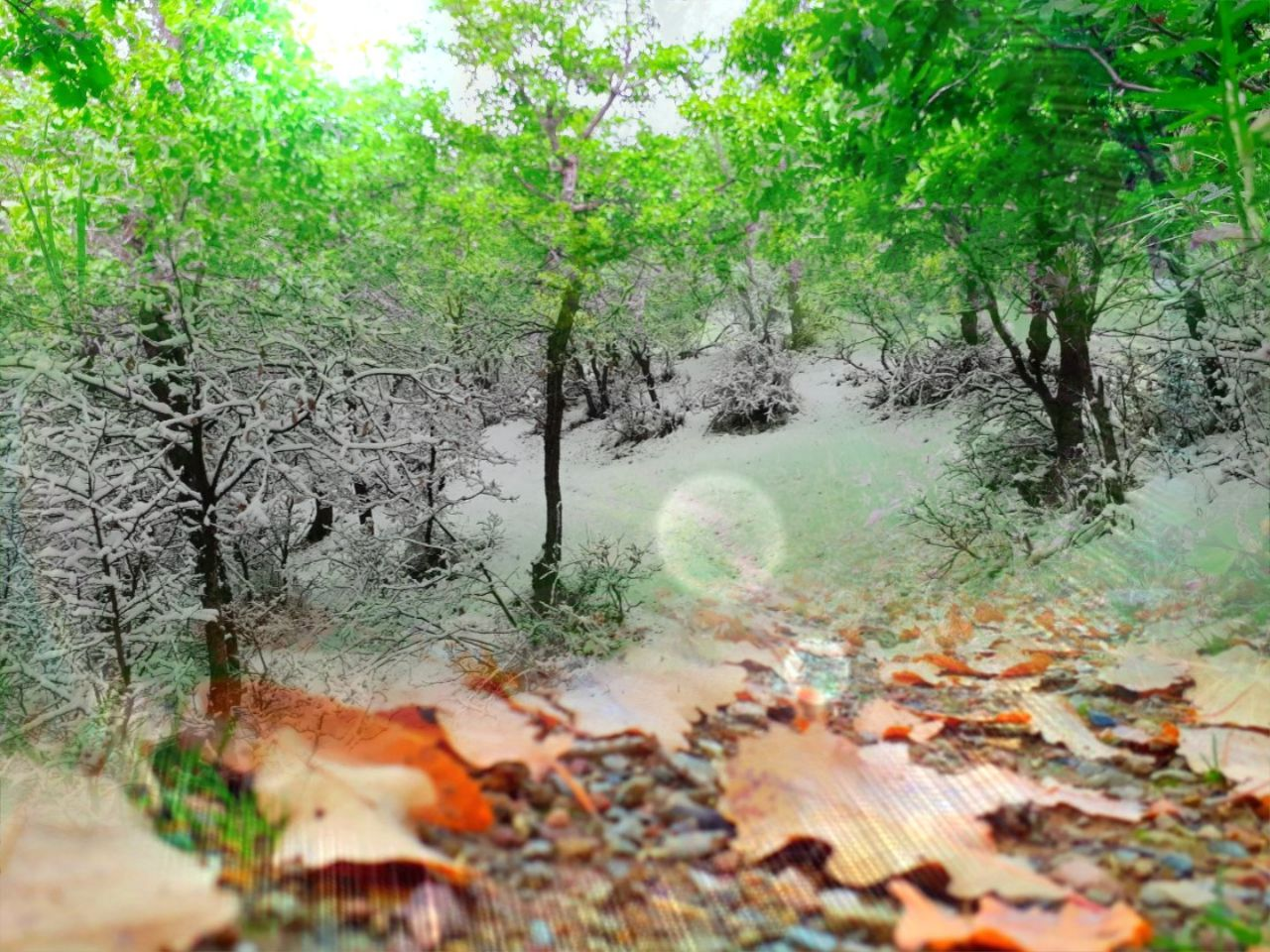
پاییز و زمستان و بهاردر یک عکس

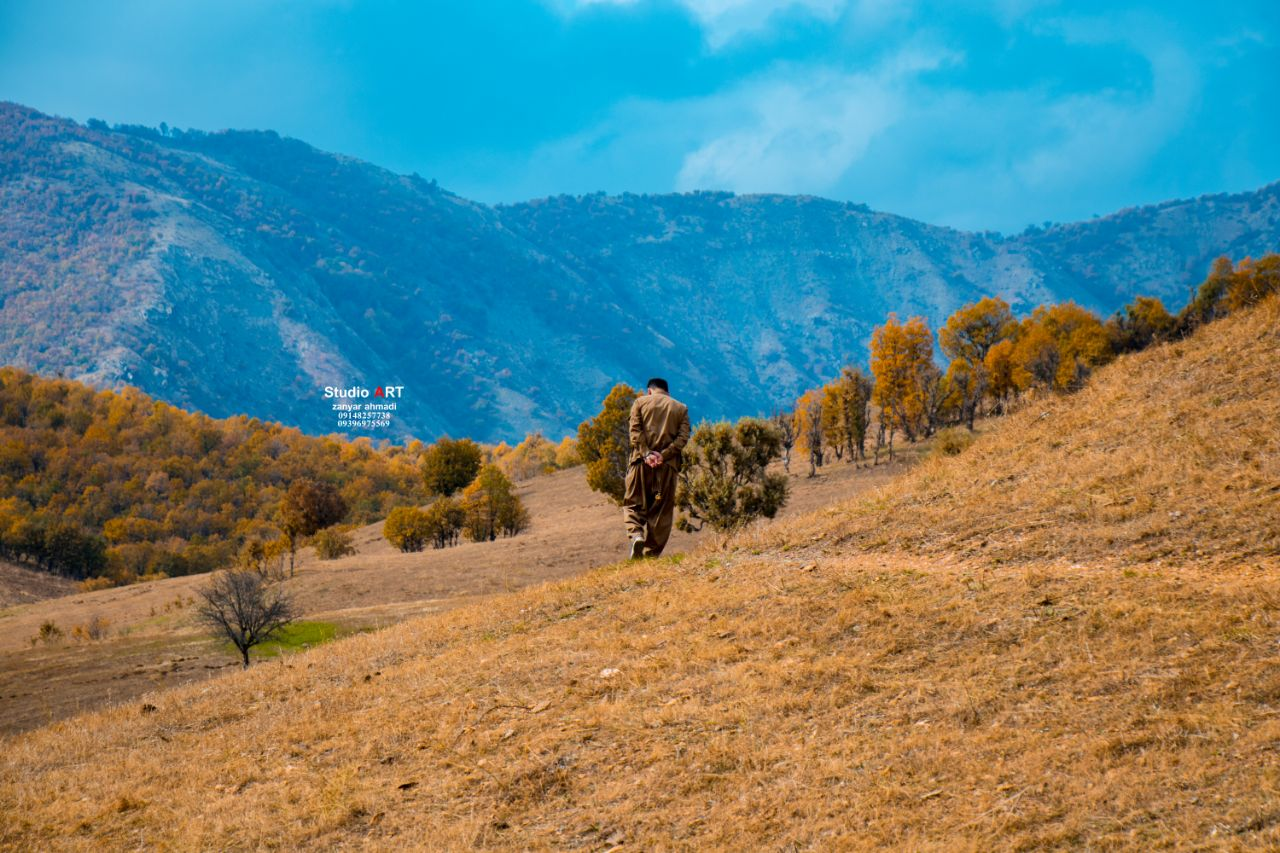
گاکوژه پایین در پاییز

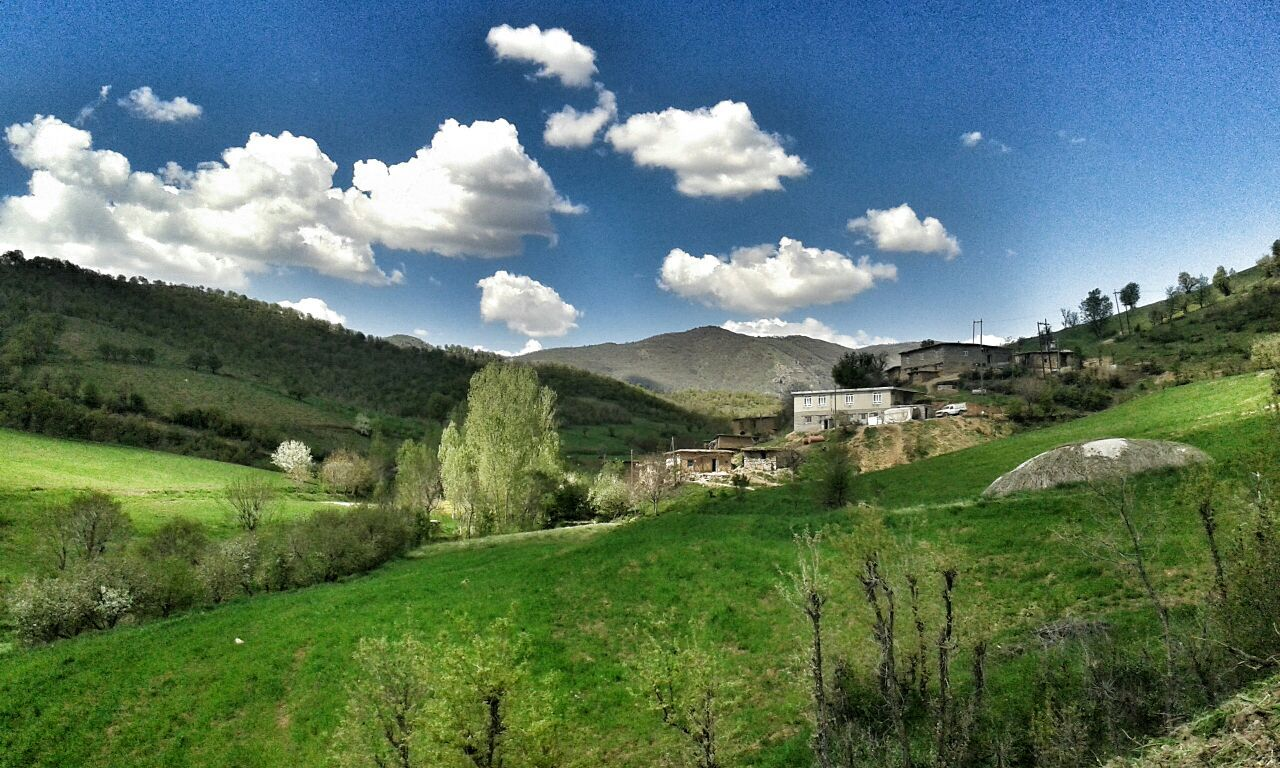
فصل بهار گاکوژه سفلی

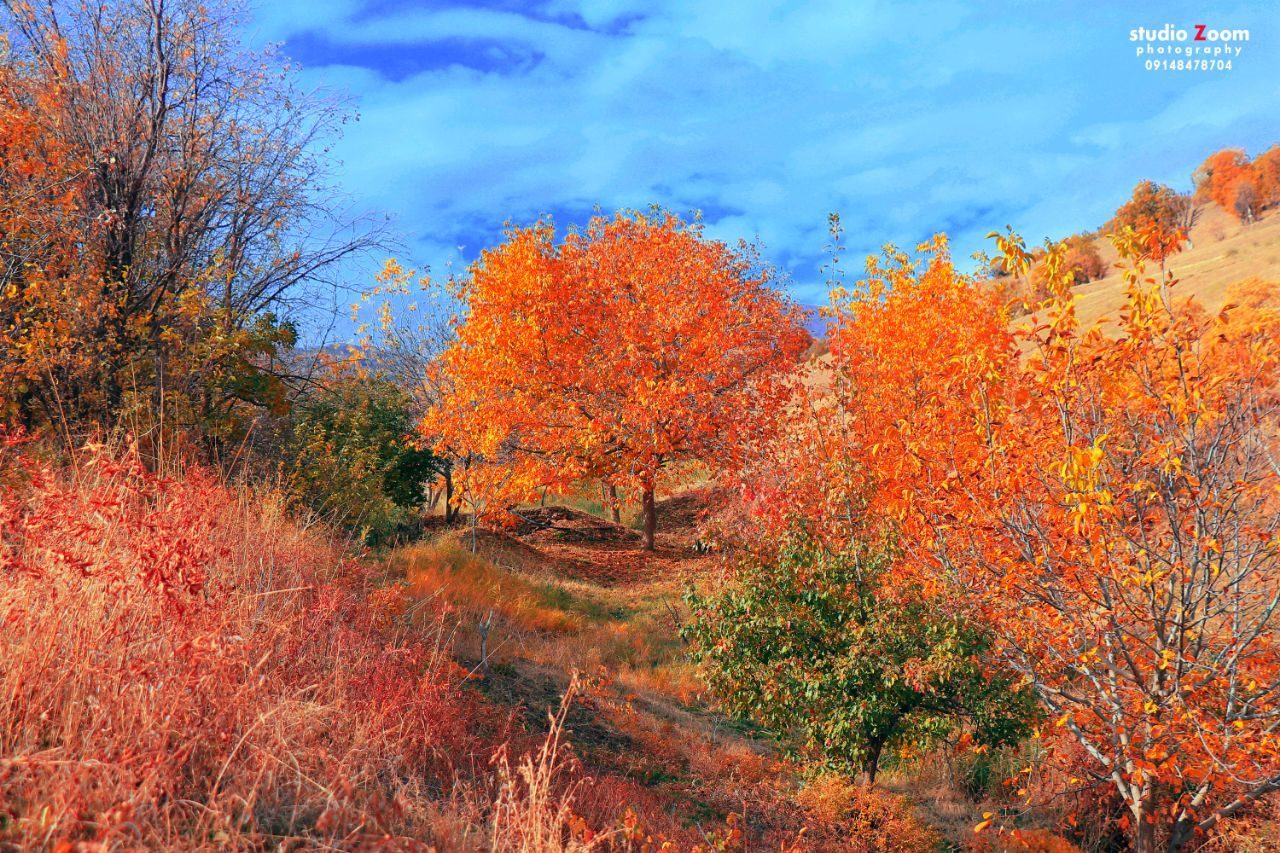
طبیعت بکر و زیبای گاکوژه در فصل پاییز

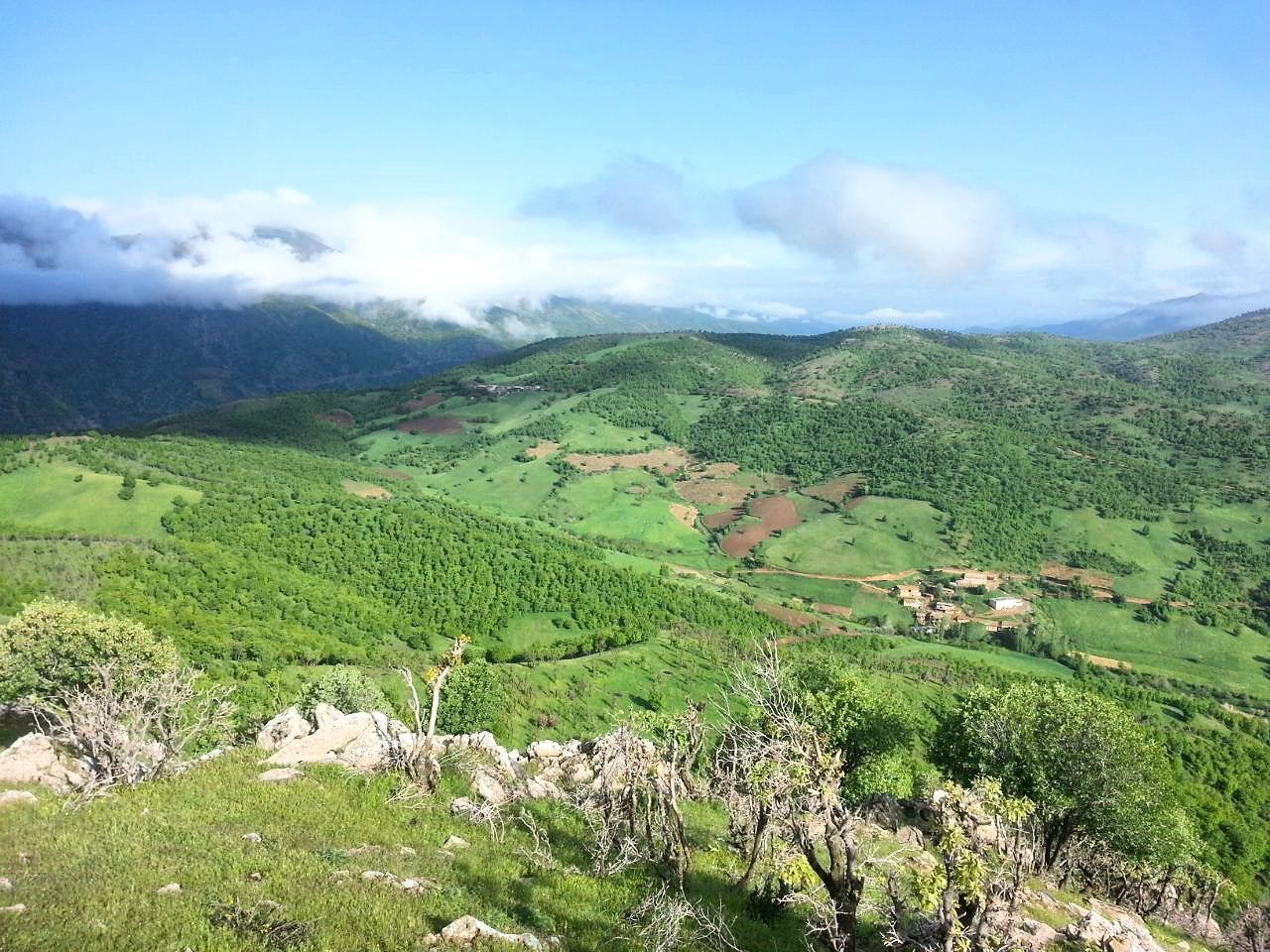
طبیعت روستاهای گاکوژه سفلی و گاکوژه علیا